# .kh
.kh je internetová národní doména nejvyššího řádu pro Kambodžu (podle ISO 3166-2:KH).
Z celkového počtu 13 000 000 obyvatel jich využívá internet asi 30 000.

## Domény 2. řádu
V doméně .kh jsou povoleny pouze následující domény 2. řádu:
- .com
- .org (pro neziskové organizace)
- .gov (pro potřeby státních útvarů)
- .edu (pro potřeby školství)